# 1948년 대한민국의 영화 목록
다음은 1948년에 제작된 대한민국의 영화 목록이다.

## 목록
- 《갈매기》
- 《검사와 여선생》
- 《국민투표》
- 《그 얼굴》
- 《밤의 태양》
- 《여명》
- 《여수순천반란사건》
- 《유관순》
- 《죄 없는 죄인》
- 《지성탑》
- 《푸른 언덕》

## 참고 자료
- KOFIC 영화데이터베이스

## 같이 보기
- 대한민국의 영화